# Len Graham
William George Leonard Graham (Belfast, 17 ottobre 1925 – Blackpool, 30 settembre 2007) è stato un calciatore nordirlandese, di ruolo difensore.